# ديزيرت 400 لعام 2010
ديزيرت 400 لعام 2010 هو الحدث الثاني لعام 2010 ضمن سلسلة بطولة سيارات سوبر كار. عقد في عطلة نهاية الأسبوع من 25 إلى 27 فبراير في حلبة البحرين الدولية. هذه هي المرة الأولى الذي يعقد هذا الحدث منذ عام 2008.
اكتسح حامل لقب السلسلة جيمي وينكاب البطولة فيما احتل مارك وينتربوتوم المركز الثاني وكريغ لاوندز وشين فان غيسبيرغن المركز الثالث.